# Cookeville
Cookeville és una població dels Estats Units a l'estat de Tennessee. Segons el cens del 2004 tenia 27.648 habitants.

## Demografia
Segons el cens del 2000, Cookeville tenia 23.923 habitants, 9.938 habitatges, i 5.316 famílies. La densitat de població era de 422,5 habitants/km².
Dels 9.938 habitatges en un 22,7% hi vivien nens de menys de 18 anys, en un 39,7% hi vivien parelles casades, en un 10,1% dones solteres, i en un 46,5% no eren unitats familiars. En el 34,8% dels habitatges hi vivien persones soles l'11,8% de les quals corresponia a persones de 65 anys o més que vivien soles. El nombre mitjà de persones vivint en cada habitatge era de 2,19 i el nombre mitjà de persones que vivien en cada família era de 2,83.
Per edats la població es repartia de la següent manera: un 18% tenia menys de 18 anys, un 25,2% entre 18 i 24, un 25,1% entre 25 i 44, un 18% de 45 a 60 i un 13,7% 65 anys o més.
L'edat mediana era de 29 anys. Per cada 100 dones de 18 o més anys hi havia 100,8 homes.
La renda mediana per habitatge era de 26.533$ i la renda mediana per família de 39.623$. Els homes tenien una renda mediana de 28.013$ mentre que les dones 21.710$. La renda per capita de la població era de 17.684$. Entorn del 13,1% de les famílies i el 23,2% de la població estaven per davall del llindar de pobresa.

## Poblacions més properes
El següent diagrama mostra les poblacions més properes.